# Justus Sieber

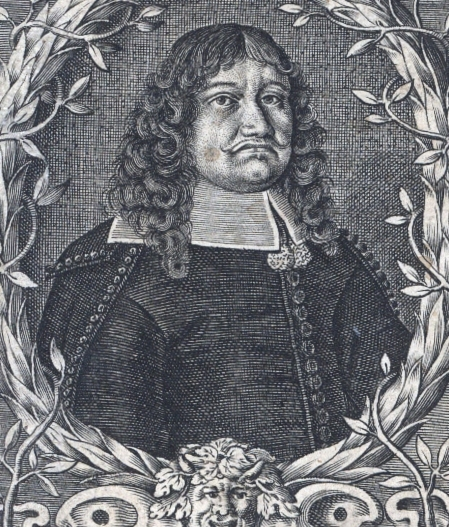
Justus Sieber

Justus Sieber (auch: Siber; * 7. März 1628 in Einbeck; † 23. Januar 1695 in Schandau) war ein deutscher evangelischer Theologe, Philologe, Psalmdichter und Verfasser geistlicher Lyrik und Prosa.

## Leben
Aus einer alteingesessenen Bürgerfamilie stammend, flüchtete er 1640 vor den Repressionen des Dreißigjährigen Krieges und begab sich 1640 auf eine Wanderschaft, die ihn zu den Akademien im mittel- und norddeutschen Raum führte. Nach dem Besuch des Gymnasiums in Hannover und Celle wurde er 1649/50 als Hauslehrer in Lüneburg tätig.
Neben seiner Tätigkeit als Hauslehrer studierte er an der Universität Helmstedt, an der Universität Leipzig und an der Universität Wittenberg. Dabei lernte er einflussreiche Menschen kennen, die ihn auch gelegentlich finanziell unterstützen. Dies spiegelt sich unter anderem in seinen Gelegenheitsgedichten wider. Nachdem er sich 1659 in Wittenberg den akademischen Grad eines Magisters erworben hatte, wurde er als Pfarrer im sächsischen Schandau ordiniert, welche Stelle er zeitlebens bekleidete.
Aus seiner Ehe gingen 16 Kinder hervor. Von diesen Abkömmlingen wurden drei Söhne Doktoren der Theologie, einer Doktor der Rechte, einer Doktor der Medizin und seine Tochter Charitas ehelichte den Theologen Martin Chladni. Zudem ist der Sohn Christian Andreas Siber bekannt.

## Wirken
Vor allem wurde Sieber bedeutend als Dichter, der auch vom Kaiser die Dichterkrone verliehen bekam. Nachdem er in Dresden 1658 seine erste große 900 Seiten umfassende Gedichtsammlung Poetisierende Jugend Oder Allerhand Geist- und Weltliche Teutsche Gedichte herausgegeben hatte, erwarb er sich den Ruf einer formalen Könnerschaft auf dem Gebiet, die aus einer hohen Kunstfertigkeit und religiöser Zuverlässigkeit resultierten. Er lehnt sich mit seinem Kleinoktavband dabei vor allem an die Schule des Martin Opitz an.
Des Weiteren erlangte seine 1673 in Frankfurt am Main erschienene voluminöse Mustersammlung von Predigten Evangelische Spruch-Postill Oder Erklärung Der Fürnehmsten Sprüche… Bedeutung. Hierin begleitet er den Leser durch das gesamte Kirchenjahr und dieses Werk wurde durch sein umfangreich und ausführlich gestaltetes Register, als Nachschlagewerk und Lehrbuch verwendet. Den Höhepunkt seines Schaffenswerkes bildet jedoch das 1685 in Pirna erschienene Werk Davids Harffen Psalme, die er auf Anregung des sächsischen Hofes in Dresden initiierte und die die Psalterauslegung von Cornelius Becker ablöste.

## Werke
- Seelen-Küsse, oder geistliche Liebes-Gedancken aus dem Hohenliede Salomonis. Leipzig 1653
- De salute Christiana & philosophics. Dresden 1659
- Gottes Kirche und des Teufels Capelle. Dresden 1666, 1667
- Alter Paulus. Leipzig 1668
- Salomonische Inventions Postille. Leipzig 1669
- Ara Portatis Votorum Piorum destinata Sarificiis … Dresden 1668, 1675
- Seneca divinis oraculis quodammodo confonus. Dresden 1675
- Esau oder Neidhart zum Abscheu vorgestellt … Dresden 1682
- Geistliche Oden Oder Lieder. Pirna 1685